# Listă de aeroporturi după codul ICAO: K
Mai jos este lista de aeroporturi al căror cod ICAO începe cu litera K.
Această listă este generată cu date din Wikidata și este actualizată periodic de un robot.
 Editările făcute în listă vor fi șterse la următoarea actualizare!
| Imagine | Cod ICAO | Articol                                                         |
| ------- | -------- | --------------------------------------------------------------- |
|         | KLAR     | Aeroportul Regional Laramie                                     |
|         | KIAH     | Aeroportul George Bush Intercontinental                         |
|         | KRDK     | Aeroportul Municipal Red Oak                                    |
|         | KBKN     | Aeroportul Municipal Blackwell–Tonkawa                          |
|         | KNVD     | Aeroportul Municipal Nevada                                     |
|         | KCGS     | Aeroportul College Park                                         |
|         | KCHO     | Aeroportul Charlottesville Albemarle                            |
|         | KBLM     | Aeroportul Monmouth Executive                                   |
|         | KPVD     | Aeroportul T. F. Green                                          |
|         | KARB     | Aeroportul Municipal Ann Arbor                                  |
|         | K5N2     | Aeroportul Prentice                                             |
|         | KGKJ     | Aeroportul Port Meadville                                       |
|         | KAST     | Aeroportul Regional Astoria                                     |
|         | KJAN     | Aeroportul Internațional Jackson-Evers                          |
|         | KAVQ     | Aeroportul Regional Marana                                      |
|         | KDVO     | Aeroportul Marin County                                         |
|         | KOAR     | Aeroportul Municipal Marina                                     |
|         | KNYL     | Aeroportul Yuma                                                 |
|         | KL41     | Aeroportul Marble Canyon                                        |
|         | KMKY     | Aeroportul Marco Island                                         |
|         | KRIV     | Baza aeriană March                                              |
|         | KCGI     | Aeroportul Regional Cape Girardeau                              |
|         | KMMH     | Aeroportul Mammoth Yosemite                                     |
|         | KASE     | Aeroportul Aspen–Pitkin County                                  |
|         | KAMA     | Aeroportul Internațional Rick Husband Amarillo                  |
|         | KCKV     | Aeroportul Regional Clarksville-Montgomery County               |
|         | KCKX     | Aeroportul Chicken                                              |
|         | KCPM     | Aeroportul Compton/Woodley                                      |
|         | KFSW     | Aeroportul Municipal Fort Madison                               |
|         | KFTW     | Aeroportul Fort Worth Meacham                                   |
|         | KGLD     | Aeroportul Municipal Goodland                                   |
|         | KGLH     | Aeroportul Regional Mid Delta                                   |
|         | KGLR     | Aeroportul Regional Gaylord                                     |
|         | KGLW     | Aeroportul Municipal Glasgow                                    |
|         | KGNT     | Aeroportul Municipal Grants-Milan                               |
|         | KGNV     | Aeroportul Regional Gainesville                                 |
|         | KGSP     | Aeroportul Internațional Greenville-Spartanburg                 |
|         | KHLG     | Aeroportul Wheeling Ohio County                                 |
|         | KHVR     | Aeroportul Havre City-County                                    |
|         | KLCH     | Aeroportul Regional Lake Charles                                |
|         | KSFZ     | Aeroportul North Central State                                  |
|         | KSKX     | Aeroportul Regional Taos                                        |
|         | KSLB     | Aeroportul Municipal Storm Lake                                 |
|         | KSLC     | Aeroportul Internațional Salt Lake City                         |
|         | KTCS     | Aeroportul Municipal Truth or Consequences                      |
|         | KZ48     | Aeroportul Bear Creek 3                                         |
|         | KZZV     | Aeroportul Municipal Zanesville                                 |
|         | KCHA     | Aeroportul Chattanooga Metropolitan                             |
|         | KHND     | Aeroportul Henderson Executive                                  |
|         | KCPR     | Aeroportul Internațional Casper–Natrona County                  |
|         | KMLJ     | Aeroportul Baldwin County                                       |
|         | KONY     | Aeroportul Municipal Olney                                      |
|         | KPNM     | Aeroportul Municipal Princeton                                  |
|         | KPMD     | Aeroportul Regional LA/Palmdale                                 |
|         | KRRL     | Aeroportul Municipal Merrill                                    |
|         | KSFO     | Aeroportul Internațional San Francisco                          |
|         | KRFI     | Aeroportul Rusk County                                          |
|         | KAND     | Aeroportul Regional Anderson                                    |
|         | KONO     | Aeroportul Municipal Ontario                                    |
|         | KFST     | Aeroportul Fort Stockton-Pecos County                           |
|         | KITH     | Aeroportul Regional Ithaca Tompkins                             |
|         | KOWI     | Aeroportul Municipal Ottawa                                     |
|         | KBLH     | Aeroportul Blythe                                               |
|         | KCNK     | Aeroportul Municipal Blosser                                    |
|         | KUKT     | Aeroportul Quakertown                                           |
|         | KALN     | Aeroportul Regional St. Louis                                   |
|         | KMGW     | Aeroportul Municipal Morgantown                                 |
|         | KMGY     | Aeroportul Dayton–Wright Brothers                               |
|         | KMBL     | Aeroportul Manistee County Blacker                              |
|         | KUIN     | Aeroportul Regional Quincy                                      |
|         | KIWI     | Aeroportul Wiscasset                                            |
|         | KDFW     | Aeroportul Internațional Dallas-Fort Worth                      |
|         | KMDW     | Aeroportul Internațional Chicago Midway                         |
|         | KGJT     | Aeroportul Regional Grand Junction                              |
|         | KGKT     | Aeroportul Gatlinburg-Pigeon Forge                              |
|         | KSPI     | Aeroportul Abraham Lincoln Capital                              |
|         | KMLD     | Aeroportul Malad City                                           |
|         | KMLS     | Aeroportul Miles City                                           |
|         | KBGR     | Aeroportul Internațional Bangor                                 |
|         | KJKA     | Aeroportul Jack Edwards                                         |
|         | KMMI     | Aeroportul McMinn County                                        |
|         | KMMS     | Aeroportul Selfs                                                |
|         | KSRR     | Aeroportul Regional Sierra Blanca                               |
|         | KBNO     | Aeroportul Municipal Burns                                      |
|         | KRNO     | Aeroportul Internațional Reno–Tahoe                             |
|         | KHDN     | Aeroportul Yampa Valley                                         |
|         | KHGR     | Aeroportul Regional Hagerstown                                  |
|         | KHHW     | Aeroportul Municipal Stan Stamper                               |
|         | KHIO     | Aeroportul Hillsboro                                            |
|         | KHON     | Aeroportul Regional Huron                                       |
|         | KHWD     | Aeroportul Hayward Executive                                    |
|         | KMFR     | Aeroportul Rogue Valley International-Medford                   |
|         | KCLK     | Aeroportul Regional Clinton                                     |
|         | KCLR     | Aeroportul Cliff Hatfield Memorial                              |
|         | KCLT     | Aeroportul Internațional Charlotte/Douglas                      |
|         | KTCC     | Aeroportul Municipal Tucumcari                                  |
|         | KTCL     | Aeroportul Regional Tuscaloosa                                  |
|         | KTCY     | Aeroportul Municipal Tracy                                      |
|         | KTDF     | Aeroportul Person County                                        |
|         | KTDW     | Aeroportul Tradewind                                            |
|         | KRFD     | Aeroportul Internațional Chicago Rockford                       |
|         | KCWC     | Aeroportul Kickapoo Downtown                                    |
|         | KSGF     | Aeroportul Național Springfield-Branson                         |
|         | KRBL     | Aeroportul Municipal Red Bluff                                  |
|         | KSJT     | Aeroportul Regional San Angelo                                  |
|         | KDLN     | Aeroportul Dillon                                               |
|         | KSLN     | Aeroportul Regional Salina                                      |
|         | KMSO     | Aeroportul Missoula                                             |
|         | KOSU     | Aeroportul Ohio State University                                |
|         | KTOR     | Aeroportul Municipal Torrington                                 |
|         | KANB     | Aeroportul Regional Anniston                                    |
|         | KDLC     | Aeroportul Dillon County                                        |
|         | KMBG     | Aeroportul Municipal Mobridge                                   |
|         | KOMA     | Aerodromul Eppley                                               |
|         | KN03     | Aeroportul Cortland County                                      |
|         | KBNL     | Aeroportul Regional Barnwell                                    |
|         | KINL     | Aeroportul Falls                                                |
|         | KONL     | Aeroportul Municipal O'Neill                                    |
|         | KSNL     | Aeroportul Regional Shawnee                                     |
|         | KMWL     | Aeroportul Mineral Wells                                        |
|         | KMYR     | Aeroportul Internațional Myrtle Beach                           |
|         | KVHN     | Aeroportul Culberson County                                     |
|         | KOTH     | Aeroportul Regional Southwest Oregon                            |
|         | KRUT     | Aeroportul Regional Rutland Southern Vermont                    |
|         | KO27     | Aeroportul Oakdale                                              |
|         | KHQM     | Aeroportul Bowerman                                             |
|         | KHBR     | Aeroportul Regional Hobart                                      |
|         | KIKK     | Aeroportul Greater Kankakee                                     |
|         | KPHH     | Aeroportul Robert F. Swinnie                                    |
|         | KRKS     | Aeroportul Regional Southwest Wyoming                           |
|         | KSHR     | Aeroportul Sheridan County                                      |
|         | KAPV     | Aeroportul Apple Valley                                         |
|         | KBMC     | Aeroportul Brigham City                                         |
|         | KDBN     | Aeroportul W. H. 'Bud' Barron                                   |
|         | KEED     | Aeroportul Needles                                              |
|         | KFBR     | Aeroportul Fort Bridger                                         |
|         | KHAI     | Aeroportul Municipal Three Rivers Dr Haines                     |
|         | KHEF     | Aeroportul Regional Manassas                                    |
|         | KPNE     | Aeroportul Northeast Philadelphia                               |
|         | KSBN     | Aeroportul Regional South Bend                                  |
|         | KSFB     | Aeroportul Internațional Orlando Sanford                        |
|         | KSQL     | Aeroportul San Carlos                                           |
|         | KTOL     | Aeroportul Toledo Express                                       |
|         | KUUU     | Aeroportul Newport State                                        |
|         | KBFF     | Aeroportul Regional Western Nebraska                            |
|         | KCWA     | Aeroportul Central Wisconsin                                    |
|         | KHUL     | Aeroportul Houlton                                              |
|         | KLVK     | Aeroportul Municipal Livermore                                  |
|         | KOGS     | Aeroportul Ogdensburg                                           |
|         | KSMF     | Aeroportul Internațional Sacramento                             |
|         | KTOI     | Aeroportul Municipal Troy                                       |
|         | KEFD     | Aeroportul Internațional Ellington                              |
|         | KBBB     | Aeroportul Municipal Benson                                     |
|         | KGON     | Aeroportul Groton-New London                                    |
|         | KHEG     | Aeroportul Herlong Recreational                                 |
|         | KHII     | Aeroportul Lake Havasu City                                     |
|         | KMCW     | Aeroportul Municipal Mason City                                 |
|         | KMNN     | Aeroportul Municipal Marion                                     |
|         | KSRQ     | Aeroportul Internațional Sarasota–Bradenton                     |
|         | KROG     | Aeroportul Municipal Rogers                                     |
|         | KU07     | Aeroportul Bullfrog Basin                                       |
|         | K5NK     | Aeroportul Naknek                                               |
|         | KFNL     | Aeroportul Municipal Fort Collins–Loveland                      |
|         | KMLU     | Aeroportul Regional Monroe                                      |
|         | KTYE     | Aeroportul Tyonek                                               |
|         | KHVE     | Aeroportul Hanksville                                           |
|         | KMRB     | Aeroportul Regional Eastern WV                                  |
|         | KSDY     | Aeroportul Municipal Sidney-Richland                            |
|         | KCMX     | Aeroportul Houghton County Memorial                             |
|         | KCMY     | Aeroportul Sparta/Fort McCoy                                    |
|         | KDGW     | Aeroportul Converse County                                      |
|         | KDHN     | Aeroportul Regional Dothan                                      |
|         | KDKK     | Aeroportul Chautauqua County/Dunkirk                            |
|         | KHVS     | Aeroportul Regional Hartsville                                  |
|         | KRDV     | Aeroportul Red Devil                                            |
|         | KBUF     | Aeroportul Internațional Buffalo Niagara                        |
|         | KMMU     | Aeroportul Municipal Morristown                                 |
|         | KOGD     | Aeroportul Ogden-Hinckley                                       |
|         | KSMS     | Aeroportul Sumter                                               |
|         | KUCP     | Aeroportul Municipal New Castle                                 |
|         | KUNI     | Aeroportul Ohio University                                      |
|         | KVKS     | Aeroportul Municipal Vicksburg                                  |
|         | KHYS     | Aeroportul Regional Hays                                        |
|         | KBAM     | Aeroportul Battle Mountain                                      |
|         | KOOA     | Aeroportul Municipal Oskaloosa                                  |
|         | KLMS     | Aeroportul Louisville Winston County                            |
|         | KTMK     | Aeroportul Tillamook                                            |
|         | KBOK     | Aeroportul Brookings                                            |
|         | KANW     | Aeroportul Regional Ainsworth                                   |
|         | KBMI     | Aeroportul Regional Central Illinois                            |
|         | KLYO     | Aeroportul Municipal Lyons-Rice County                          |
|         | KVIS     | Aeroportul Municipal Visalia                                    |
|         | KUNO     | Aeroportul Regional West Plains                                 |
|         | KCNO     | Aeroportul Chino                                                |
|         | KOVE     | Aeroportul Municipal Oroville                                   |
|         | KLAN     | Aeroportul Internațional Capital Region                         |
|         | KRAP     | Aeroportul Regional Rapid City                                  |
|         | KOSC     | Aeroportul Oscoda-Wurtsmith                                     |
|         | KART     | Aeroportul Watertown                                            |
|         | KFBL     | Aeroportul Municipal Faribault                                  |
|         | KSDL     | Aeroportul Scottsdale                                           |
|         | KABY     | Aeroportul Regional Southwest Georgia                           |
|         | KFOK     | Aeroportul Francis S. Gabreski                                  |
|         | KHFD     | Aeroportul Hartford-Brainard                                    |
|         | KHIE     | Aeroportul Regional Mount Washington                            |
|         | KHOB     | Aeroportul Regional Lea County                                  |
|         | KHYR     | Aeroportul Sawyer County                                        |
|         | KRHI     | Aeroportul Rhinelander–Oneida County                            |
|         | KOGA     | Aeroportul Searle                                               |
|         | KABI     | Aeroportul Regional Abilene                                     |
|         | KMBS     | Aeroportul Internațional MBS                                    |
|         | KMFI     | Aeroportul Municipal Marshfield                                 |
|         | KMMV     | Aeroportul Municipal McMinnville                                |
|         | KMCK     | Aeroportul Regional McCook Ben Nelson                           |
|         | KVDF     | Aeroportul Tampa Executive                                      |
|         | KRKR     | Aeroportul Robert S. Kerr                                       |
|         | KLWV     | Aeroportul Lawrenceville-Vincennes                              |
|         | KTYL     | Aeroportul Taylor                                               |
|         | KC80     | Aeroportul Municipal New Coalinga                               |
|         | KEAR     | Aeroportul Regional Kearney                                     |
|         | KLAM     | Aeroportul Los Alamos County                                    |
|         | KLBT     | Aeroportul Municipal Lumberton                                  |
|         | KLKU     | Aeroportul Louisa County                                        |
|         | KLNN     | Aeroportul Municipal Willoughby Lost Nation                     |
|         | KLVS     | Aeroportul Municipal Las Vegas                                  |
|         | KPDC     | Aeroportul Municipal Prairie du Chien                           |
|         | KPVW     | Aeroportul Hale County                                          |
|         | KRKW     | Aeroportul Municipal Rockwood                                   |
|         | KSGU     | Aeroportul Regional St. George                                  |
|         | KCLE     | Aeroportul Internațional Cleveland Hopkins                      |
|         | KCRP     | Aeroportul Corpus Christi                                       |
|         | KWRL     | Aeroportul Municipal Worland                                    |
|         | K3TR     | Aeroportul Jerry Tyler Memorial                                 |
|         | KAGO     | Aeroportul Municipal Magnolia                                   |
|         | KANP     | Aeroportul Lee                                                  |
|         | KARV     | Aeroportul Lakeland                                             |
|         | KELZ     | Aeroportul Municipal Wellsville                                 |
|         | KGVT     | Aeroportul Majors                                               |
|         | KHAF     | Aeroportul Half Moon Bay                                        |
|         | KLAL     | Aeroportul Regional Lakeland Linder                             |
|         | KLDJ     | Aeroportul Linden                                               |
|         | KLNA     | Aeroportul Palm Beach County Park                               |
|         | KMAL     | Aeroportul Malone-Dufort                                        |
|         | KNEW     | Aeroportul Lakefront                                            |
|         | KOKV     | Aeroportul Regional Winchester                                  |
|         | KOUN     | Aeroportul University of Oklahoma Westheimer                    |
|         | KRBG     | Aeroportul Regional Roseburg                                    |
|         | KRNH     | Aeroportul Regional New Richmond                                |
|         | KS33     | Aeroportul Municipal Madras                                     |
|         | KS39     | Aeroportul Prineville                                           |
|         | KSGR     | Aeroportul Regional Sugar Land                                  |
|         | KSME     | Aeroportul Regional Lake Cumberland                             |
|         | KSSI     | Aeroportul Malcolm McKinnon                                     |
|         | KUGN     | Aeroportul Regional Waukegan                                    |
|         | KUKF     | Aeroportul Wilkes County                                        |
|         | KILG     | Aeroportul New Castle                                           |
|         | KSKF     | Lackland Air Force Base                                         |
|         | KDAY     | Aeroportul Internațional Dayton                                 |
|         | KEWN     | Aeroportul Regional Coastal Carolina                            |
|         | KBWP     | Aeroportul Harry Stern                                          |
|         | KSYR     | Aeroportul Internațional Syracuse Hancock                       |
|         | KSZN     | Aeroportul Santa Cruz Island                                    |
|         | KSZP     | Aeroportul Santa Paula                                          |
|         | KVCV     | Aeroportul Southern California Logistics                        |
|         | KWDR     | Aeroportul Barrow County                                        |
|         | KMIA     | Aeroportul Internațional Miami                                  |
|         | KRAL     | Aeroportul Municipal Riverside                                  |
|         | KOBE     | Aeroportul Okeechobee County                                    |
|         | KOJC     | Aeroportul Johnson County Executive                             |
|         | KEEN     | Aeroportul Dillant–Hopkins                                      |
|         | KIND     | Aeroportul Internațional Indianapolis                           |
|         | KALI     | Aeroportul Alice                                                |
|         | KRST     | Aeroportul Internațional Rochester                              |
|         | KSPA     | Aeroportul Spartanburg Downtown Memorial                        |
|         | KTRI     | Aeroportul Regional Tri-Cities                                  |
|         | KSAN     | Aeroportul International San Diego                              |
|         | KEAT     | Aeroportul Pangborn Memorial                                    |
|         | KBNA     | Aeroportul Internațional Nashville                              |
|         | KCMH     | Aeroportul Internațional John Glenn Columbus                    |
|         | KLCK     | Aeroportul Internațional Rickenbacker                           |
|         | KLGB     | Aeroportul Long Beach                                           |
|         | KORF     | Aeroportul Internațional Norfolk                                |
|         | KPBI     | Aeroportul Internațional Palm Beach                             |
|         | KPVC     | Aeroportul Municipal Provincetown                               |
|         | KVPS     | Aeroportul Destin–Fort Walton Beach                             |
|         | KSUS     | Aeroportul Spirit of St. Louis                                  |
|         | KCSG     | Aeroportul Columbus                                             |
|         | KHAB     | Aeroportul Marion County – Rankin Fite                          |
|         | KAPA     | Aeroportul Centennial                                           |
|         | KSWF     | Aeroportul Internațional New York Stewart                       |
|         | KRKD     | Aeroportul Regional Knox County                                 |
|         | K6R7     | Aeroportul Old Harbor                                           |
|         | KIWA     | Aeroportul Phoenix–Mesa Gateway                                 |
|         | KHRL     | Aeroportul Internațional Valley                                 |
|         | KEYW     | Aeroportul Internațional Key West                               |
|         | KICT     | Aeroportul Național Wichita Dwight D. Eisenhower                |
|         | KSAT     | Aeroportul Internațional San Antonio                            |
|         | KTEB     | Aeroportul Teterboro                                            |
|         | KTLH     | Aeroportul Internațional Tallahassee                            |
|         | KTUS     | Aeroportul Internațional Tucson                                 |
|         | KTVC     | Aeroportul Cherry Capital                                       |
|         | K47N     | Aeroportul Regional Central Jersey                              |
|         | K4K5     | Aeroportul Ouzinkie                                             |
|         | KBKX     | Aeroportul Regional Brookings                                   |
|         | KCQW     | Aeroportul Municipal Cheraw                                     |
|         | KCSQ     | Aeroportul Municipal Creston                                    |
|         | KCXP     | Aeroportul Carson                                               |
|         | KCYS     | Aeroportul Regional Cheyenne                                    |
|         | KCZK     | Aeroportul Cascade Locks State                                  |
|         | KCZN     | Aeroportul Chisana                                              |
|         | KCZT     | Aeroportul Dimmit County                                        |
|         | KGDM     | Aeroportul Municipal Gardner                                    |
|         | KGYH     | Aeroportul Donaldson Center                                     |
|         | KHTS     | Aeroportul Tri-State                                            |
|         | KK23     | Aeroportul Cooperstown-Westville                                |
|         | KLSN     | Aeroportul Municipal Los Banos                                  |
|         | KLVL     | Aeroportul Municipal Lawrenceville/Brunswick                    |
|         | KPBG     | Aeroportul Internațional Plattsburgh                            |
|         | KTWF     | Aeroportul Regional Magic Valley                                |
|         | KTXK     | Aeroportul Regional Texarkana                                   |
|         | KTYQ     | Aeroportul Indianapolis Executive                               |
|         | KTYR     | Aeroportul Regional Tyler Pounds                                |
|         | KTYS     | Aeroportul McGhee Tyson                                         |
|         | KWHP     | Aeroportul Whiteman                                             |
|         | KWST     | Aeroportul Westerly State                                       |
|         | KXBP     | Aeroportul Municipal Bridgeport                                 |
|         | KYKN     | Aeroportul Municipal Chan Gurney                                |
|         | KZ93     | Aeroportul Copper Center                                        |
|         | KBKW     | Aeroportul Raleigh County Memorial                              |
|         | KCDS     | Aeroportul Municipal Childress                                  |
|         | KSFM     | Aeroportul Regional Sanford                                     |
|         | KTNT     | Aeroportul Dade-Collier Training and Transition                 |
|         | KLWS     | Aeroportul Lewiston – Nez Perce County                          |
|         | KLWT     | Aeroportul Municipal Lewistown                                  |
|         | KHWV     | Aeroportul Brookhaven                                           |
|         | KHXD     | Aeroportul Hilton Head                                          |
|         | KAUS     | Aeroportul Internațional Austin–Bergstrom                       |
|         | KAUS     | Aeroportul Municipal Robert Mueller                             |
|         | KFSD     | Aeroportul Regional Sioux Falls                                 |
|         | KARM     | Aeroportul Regional Wharton                                     |
|         | KBEC     | Aeroportul Beech Factory                                        |
|         | KCHS     | Aeroportul Internațional Charleston                             |
|         | KOAK     | Aeroportul Internațional Oakland                                |
|         | KAFJ     | Aeroportul Washington County                                    |
|         | KEWK     | Aeroportul Newton City/County                                   |
|         | KLGD     | Aeroportul La Grande/Union County                               |
|         | KDEN     | Aeroportul Internațional Denver                                 |
|         | KMFD     | Aeroportul Regional Mansfield Lahm                              |
|         | KMKT     | Aeroportul Regional Mankato                                     |
|         | KMTW     | Aeroportul Manitowoc County                                     |
|         | KTHM     | Aeroportul Thompson Falls                                       |
|         | KTBN     | Aeroportul Regional Waynesville-St. Robert                      |
|         | KTBR     | Aeroportul Statesboro-Bulloch County                            |
|         | KHTH     | Aeroportul Hawthorne Industrial                                 |
|         | KLUK     | Aeroportul Cincinnati Municipal Lunken                          |
|         | KMGR     | Aeroportul Municipal Moultrie                                   |
|         | KP10     | Aeroportul Polacca                                              |
|         | KRBD     | Aeroportul Dallas Executive                                     |
|         | KSTS     | Aeroportul Charles M. Schulz–Sonoma County                      |
|         | KXNA     | Aeroportul Regional Northwest Arkansas                          |
|         | K0F3     | Aeroportul Municipal Spirit Lake                                |
|         | K50I     | Aeroportul Municipal Kentland                                   |
|         | KBNW     | Aeroportul Municipal Boone                                      |
|         | KBTL     | Aeroportul W. K. Kellogg                                        |
|         | KDNS     | Aeroportul Municipal Denison                                    |
|         | KEBS     | Aeroportul Municipal Webster City                               |
|         | KI20     | Aeroportul Ed-Air                                               |
|         | KPRB     | Aeroportul Municipal Paso Robles                                |
|         | KRXE     | Aeroportul Rexburg-Madison County                               |
|         | KSLO     | Aeroportul Salem-Leckrone                                       |
|         | KSTP     | Aeroportul St. Paul Downtown                                    |
|         | KJDN     | Aeroportul Jordan                                               |
|         | KMHL     | Aeroportul Municipal Marshall Memorial                          |
|         | KSPW     | Aeroportul Municipal Spencer                                    |
|         | KAIK     | Aeroportul Municipal Aiken                                      |
|         | KBVO     | Aeroportul Municipal Bartlesville                               |
|         | KCEU     | Aeroportul Regional Oconee County                               |
|         | KDAG     | Aeroportul Barstow-Daggett                                      |
|         | KDVL     | Aeroportul Regional Devils Lake                                 |
|         | KEOS     | Aeroportul Neosho Hugh Robinson                                 |
|         | KEUG     | Aeroportul Eugene                                               |
|         | KHSV     | Aeroportul Internațional Huntsville                             |
|         | KPGM     | Aeroportul Port Graham                                          |
|         | KU55     | Aeroportul Municipal Panguitch                                  |
|         | KBCB     | Aeroportul Virginia Tech Montgomery Executive                   |
|         | KBDY     | Aeroportul Bandon State                                         |
|         | KFRR     | Aeroportul Front Royal-Warren County                            |
|         | KOAJ     | Aeroportul Albert J. Ellis                                      |
|         | KOEO     | Aeroportul Municipal L.O. Simenstad                             |
|         | KPKF     | Aeroportul Municipal Park Falls                                 |
|         | KW28     | Aeroportul Sequim Valley                                        |
|         | KZPH     | Aeroportul Municipal Zephyrhills                                |
|         | KVNC     | Aeroportul Municipal Venice                                     |
|         | KCKN     | Aeroportul Municipal Crookston                                  |
|         | KGRB     | Aeroportul Internațional Green Bay–Austin Straubel              |
|         | KGRK     | Aeroportul Regional Killeen–Fort Hood                           |
|         | KGRN     | Aeroportul Municipal Gordon                                     |
|         | KGRR     | Aeroportul Internațional Gerald R. Ford                         |
|         | KGSH     | Aeroportul Municipal Goshen                                     |
|         | KCKM     | Aeroportul Fletcher Field                                       |
|         | KGTF     | Aeroportul Great Falls                                          |
|         | KMSY     | Aeroportul Internațional Louis Armstrong New Orleans            |
|         | KOKC     | Aeroportul Will Rogers World                                    |
|         | KRSW     | Aeroportul Internațional Southwest Florida                      |
|         | KGFL     | Aeroportul Floyd Bennett Memorial                               |
|         | KAEL     | Aeroportul Municipal Albert Lea                                 |
|         | KEST     | Aeroportul Municipal Estherville                                |
|         | KMPV     | Aeroportul Edward F. Knapp State                                |
|         | KMQW     | Aeroportul Telfair-Wheeler                                      |
|         | KMRC     | Aeroportul Maury County                                         |
|         | KMRN     | Aeroportul Regional Foothills                                   |
|         | KMSN     | Aeroportul Regional Dane County                                 |
|         | KMSS     | Aeroportul Internațional Massena                                |
|         | KMVC     | Aeroportul Monroe County                                        |
|         | KMVL     | Aeroportul Morrisville-Stowe State                              |
|         | KHNB     | Aeroportul Huntingburg                                          |
|         | KIFA     | Aeroportul Municipal Iowa Falls                                 |
|         | KRHV     | Aeroportul Reid-Hillview                                        |
|         | KRNC     | Aeroportul Warren County Memorial                               |
|         | KRNV     | Aeroportul Municipal Cleveland                                  |
|         | KRPJ     | Aeroportul Municipal Rochelle                                   |
|         | KRPX     | Aeroportul Roundup                                              |
|         | KRQB     | Aeroportul Roben-Hood                                           |
|         | KRRT     | Aeroportul Warroad                                              |
|         | KRSN     | Aeroportul Regional Ruston                                      |
|         | KRVL     | Aeroportul Mifflin County                                       |
|         | KRVS     | Aeroportul Richard Lloyd Jones Jr.                              |
|         | KGPT     | Aeroportul Internațional Gulfport-Biloxi                        |
|         | KLNP     | Aeroportul Lonesome Pine                                        |
|         | KESC     | Aeroportul Delta County                                         |
|         | KRDU     | Aeroportul Internațional Raleigh–Durham                         |
|         | KCSM     | Aeroportul Clinton-Sherman                                      |
|         | KSAV     | Aeroportul Internațional Savannah/Hilton Head                   |
|         | KCLS     | Aeroportul Chehalis–Centralia                                   |
|         | KRWF     | Aeroportul Municipal Redwood Falls                              |
|         | KDRO     | Aeroportul Durango–La Plata County                              |
|         | KSBD     | Aeroportul Internațional San Bernardino                         |
|         | KSBP     | Aeroportul Regional San Luis Obispo County                      |
|         | KSBX     | Aeroportul Shelby                                               |
|         | KSCB     | Aeroportul Scribner State                                       |
|         | K5T9     | Aeroportul Internațional Maverick County Memorial               |
|         | KLXV     | Aeroportul Lake County                                          |
|         | KCVG     | Aeroportul Internațional Cincinnati/Northern Kentucky           |
|         | KDNN     | Aeroportul Municipal Dalton                                     |
|         | KFMN     | Aeroportul Regional Four Corners                                |
|         | KHRO     | Aeroportul comitatului Boone                                    |
|         | KMKG     | Aeroportul Muskegon County                                      |
|         | KSTK     | Aeroportul Municipal Sterling                                   |
|         | KRUG     | Aeroportul Municipal Rugby                                      |
|         | KSPK     | Aeroportul Spanish Fork-Springville                             |
|         | KCEY     | Aeroportul Murray-Calloway County                               |
|         | KMUT     | Aeroportul Municipal Muscatine                                  |
|         | KLLJ     | Aeroportul Challis                                              |
|         | KHTL     | Aeroportul Roscommon County – Blodgett Memorial                 |
|         | KJQF     | Aeroportul Regional Concord                                     |
|         | KBPP     | Aeroportul Municipal Bowman                                     |
|         | KHZY     | Aeroportul Regional Northeast Ohio                              |
|         | KRZZ     | Aeroportul Halifax County                                       |
|         | KSPS     | Aeroportul Municipal Wichita Falls                              |
|         | KBPK     | Aeroportul Regional Ozark                                       |
|         | KGSW     | Aeroportul Greater Southwest                                    |
|         | KSPF     | Aeroportul Black Hills                                          |
|         | KROC     | Aeroportul Internațional Greater Rochester                      |
|         | KSPG     | Aeroportul Albert Whitted                                       |
|         | KLYH     | Aeroportul Regional Lynchburg                                   |
|         | KSDF     | Aeroportul Internațional Louisville                             |
|         | KOZA     | Aeroportul Municipal Ozona                                      |
|         | KBDL     | Aeroportul Internațional Bradley                                |
|         | KPIT     | Aeroportul Internațional Pittsburgh                             |
|         | KPDX     | Aeroportul Internațional Portland                               |
|         | KSTL     | Aeroportul Internațional Lambert–St. Louis                      |
|         | KMWC     | Aeroportul Lawrence J. Timmerman                                |
|         | KSEA     | Aeroportul Internațional Seattle–Tacoma                         |
|         | KACV     | Aeroportul Arcata-Eureka                                        |
|         | KACY     | Aeroportul Internațional Atlantic City                          |
|         | KALB     | Aeroportul Internațional Albany                                 |
|         | KBBG     | Aeroportul Branson                                              |
|         | KBOI     | Aeroportul Boise                                                |
|         | KCID     | Aeroportul The Eastern Iowa                                     |
|         | KCMI     | Aeroportul University of Illinois Willard                       |
|         | KSNA     | Aeroportul John Wayne                                           |
|         | KGVE     | Aeroportul Municipal Gordonsville                               |
|         | KMCO     | Aeroportul Internațional Orlando                                |
|         | KOKB     | Aeroportul Municipal Oceanside                                  |
|         | KDSM     | Aeroportul Internațional Des Moines                             |
|         | KGYY     | Aeroportul Internațional Gary/Chicago                           |
|         | KISM     | Aeroportul Kissimmee Gateway                                    |
|         | KISO     | Aeroportul regional Kingston                                    |
|         | KJAX     | Aeroportul Internațional Jacksonville                           |
|         | KMCI     | Aeroportul Internațional Kansas City                            |
|         | KLIC     | Aeroportul Municipal Limon                                      |
|         | KCHK     | Aeroportul Municipal Chickasaw                                  |
|         | KDCR     | Aeroportul Decatur Hi-Way                                       |
|         | KDEC     | Aeroportul Decatur                                              |
|         | KDSV     | Aeroportul Municipal Dansville                                  |
|         | KDVN     | Aeroportul Municipal Davenport                                  |
|         | KDWH     | Aeroportul David Wayne Hooks Memorial                           |
|         | KDXR     | Aeroportul Municipal Danbury                                    |
|         | KJHW     | Aeroportul Chautauqua County-Jamestown                          |
|         | KJSO     | Aeroportul Cherokee County                                      |
|         | KMQI     | Aeroportul Regional Dare County                                 |
|         | KMQS     | Aeroportul Chester County G. O. Carlson                         |
|         | KPWK     | Aeroportul Chicago Executive                                    |
|         | KA79     | Aeroportul Chignik Lake                                         |
|         | KCIC     | Aeroportul Municipal Chico                                      |
|         | KCWF     | Aeroportul Chennault                                            |
|         | KDAB     | Aeroportul Daytona Beach                                        |
|         | KDAN     | Aeroportul Regional Danville                                    |
|         | KGDV     | Aeroportul Dawson Community                                     |
|         | KKCL     | Aeroportul Chignik Lagoon                                       |
|         | KUDG     | Aeroportul Darlington County                                    |
|         | KVES     | Aeroportul Darke County                                         |
|         | KAKR     | Aeroportul Internațional Akron Fulton                           |
|         | KONA     | Aeroportul Municipal Winona                                     |
|         | KMGM     | Baza Montgomery a Gărzii Naționale Aeriene                      |
|         | KMGM     | Aeroportul Regional Montgomery                                  |
|         | KMNM     | Aeroportul Menominee-Marinette Twin County                      |
|         | KPIE     | Aeroportul Internațional St. Petersburg–Clearwater              |
|         | KBIE     | Aeroportul Municipal Beatrice                                   |
|         | KISP     | Aeroportul Long Island MacArthur                                |
|         | KCOM     | Aeroportul Municipal Coleman                                    |
|         | KELP     | Aeroportul Internațional El Paso                                |
|         | KRNT     | Aeroportul Municipal Renton                                     |
|         | KRTN     | Aeroportul Municipal Raton                                      |
|         | KDDC     | Aeroportul Regional Dodge City                                  |
|         | KBLI     | Aeroportul Internațional Bellingham                             |
|         | KAVX     | Aeroportul Catalina                                             |
|         | KCGZ     | Aeroportul Municipal Casa Grande                                |
|         | KMER     | Aeroportul Castle                                               |
|         | KORD     | Aeroportul Internațional Chicago O'Hare                         |
|         | KIAG     | Aeroportul Niagara Falls                                        |
|         | KFAR     | Aeroportul Hector                                               |
|         | K67L     | Aeroportul Mesquite                                             |
|         | KWBW     | Aeroportul Wilkes-Barre Wyoming Valley                          |
|         | K39N     | Aeroportul Princeton                                            |
|         | KWBB     | Aeroportul Stebbins                                             |
|         | KNDY     | Aeroportul Dahlgren Naval Surface Warfare Center                |
|         | KWMC     | Aeroportul Municipal Winnemucca                                 |
|         | KGFK     | Aeroportul Internațional Grand Forks                            |
|         | KISN     | Aeroportul Sloulin Field                                        |
|         | KCLL     | Aeroportul Easterwood                                           |
|         | KBXM     | Aeroportul Brunswick Executive                                  |
|         | K2K5     | Aeroportul Telida                                               |
|         | KBTM     | Aeroportul Bert Mooney                                          |
|         | KABE     | Aeroportul Internațional Lehigh Valley                          |
|         | KAMN     | Aeroportul Gratiot Community                                    |
|         | KMQB     | Aeroportul Municipal Macomb                                     |
|         | KMRY     | Aeroportul Regional Monterey                                    |
|         | KMSL     | Aeroportul Regional Northwest Alabama                           |
|         | KMTJ     | Aeroportul Regional Montrose                                    |
|         | KMTN     | Aeroportul Martin State                                         |
|         | KMTP     | Aeroportul Montauk                                              |
|         | KMVN     | Aeroportul Mount Vernon                                         |
|         | KGBR     | Aeroportul Walter J. Koladza                                    |
|         | KARA     | Aeroportul Regional Acadiana                                    |
|         | KLBB     | Aeroportul Internațional Lubbock Preston Smith                  |
|         | KMLI     | Aeroportul Internațional Quad City                              |
|         | KCEF     | Aeroportul Westover Metropolitan                                |
|         | KELO     | Aeroportul Municipal Ely                                        |
|         | KBJI     | Aeroportul Regional Bemidji                                     |
|         | KBMT     | Aeroportul Municipal Beaumont                                   |
|         | KBVI     | Aeroportul Beaver County                                        |
|         | KCBF     | Aeroportul Municipal Council Bluffs                             |
|         | KCLI     | Aeroportul Municipal Clintonville                               |
|         | KCOE     | Aeroportul Coeur d'Alene                                        |
|         | KDGL     | Aeroportul Municipal Douglas                                    |
|         | KDHT     | Aeroportul Municipal Dalhart                                    |
|         | KDRA     | Aeroportul Desert Rock                                          |
|         | KK29     | Aeroportul Council                                              |
|         | KMTO     | Aeroportul Coles County Memorial                                |
|         | KPDK     | Aeroportul DeKalb-Peachtree                                     |
|         | KRYY     | Aeroportul Cobb County                                          |
|         | KSUE     | Aeroportul Door County Cherryland                               |
|         | KUBS     | Aeroportul Columbus-Lowndes County                              |
|         | KUKL     | Aeroportul Coffey County                                        |
|         | KUNU     | Aeroportul Dodge County                                         |
|         | K1B1     | Aeroportul Columbia County                                      |
|         | KCBK     | Aeroportul Municipal Colby                                      |
|         | KCGF     | Aeroportul Cuyahoga County                                      |
|         | KCOU     | Aeroportul Regional Columbia                                    |
|         | KCRO     | Aeroportul Corcoran                                             |
|         | KCTB     | Aeroportul Municipal Cut Bank                                   |
|         | KCVO     | Aeroportul Municipal Corvallis                                  |
|         | KD66     | Aeroportul Delta Junction                                       |
|         | KDLS     | Aeroportul Regional Columbia Gorge                              |
|         | KMIC     | Aeroportul Crystal                                              |
|         | KMKN     | Aeroportul Comanche County-City                                 |
|         | KCTY     | Aeroportul Cross City                                           |
|         | KPLB     | Aeroportul Clinton County                                       |
|         | KAKO     | Aeroportul Regional Colorado Plains                             |
|         | KCEC     | Aeroportul Del Norte County                                     |
|         | KCON     | Aeroportul Municipal Concord                                    |
|         | KCOT     | Aeroportul Cotulla–La Salle County                              |
|         | KSJC     | Aeroportul Internațional San Jose                               |
|         | KAHN     | Aeroportul Athens Ben Epps                                      |
|         | KAPF     | Aeroportul Municipal Naples                                     |
|         | KDBQ     | Aeroportul Regional Dubuque                                     |
|         | KINK     | Aeroportul Winkler County                                       |
|         | KIRK     | Aeroportul Regional Kirksville                                  |
|         | KMSP     | Aeroportul Internațional Minneapolis–Saint Paul                 |
|         | KMTH     | Aeroportul Florida Keys Marathon                                |
|         | KTHP     | Aeroportul Municipal Hot Springs County-Thermopolis             |
|         | KJAC     | Aeroportul Jackson Hole                                         |
|         | KBXK     | Aeroportul Municipal Buckeye                                    |
|         | K3R7     | Parohia Jefferson Davis                                         |
|         | KLRG     | Aeroportul Regional Lincoln                                     |
|         | KATL     | Aeroportul Internațional Atlanta Hartsfield-Jackson             |
|         | KEMP     | Aeroportul Municipal Emporia                                    |
|         | KPFC     | Aeroportul Pacific City State                                   |
|         | KBKD     | Aeroportul Stephens County                                      |
|         | KCVH     | Aeroportul Municipal Hollister                                  |
|         | KCVN     | Aeroportul Municipal Clovis                                     |
|         | KCWI     | Aeroportul Municipal Clinton                                    |
|         | KDEH     | Aeroportul Municipal Decorah                                    |
|         | KDMN     | Aeroportul Municipal Deming                                     |
|         | KDRM     | Aeroportul Drummond Island                                      |
|         | KDTL     | Aeroportul Detroit Lakes                                        |
|         | KDTS     | Aeroportul Destin Executive                                     |
|         | KMIE     | Aeroportul Delaware County                                      |
|         | KSEM     | Aeroportul Craig Field                                          |
|         | KBAK     | Aeroportul Municipal Columbus                                   |
|         | KBKL     | Aeroportul Cleveland Burke Lakefront                            |
|         | KBTY     | Aeroportul Beatty                                               |
|         | KCAE     | Aeroportul Columbia Metropolitan                                |
|         | KCAG     | Aeroportul Craig–Moffat                                         |
|         | KCFV     | Aeroportul Municipal Coffeyville                                |
|         | KDFI     | Aeroportul Defiance Memorial                                    |
|         | KDIK     | Aeroportul Regional Dickinson Theodore Roosevelt                |
|         | KDRI     | Aeroportul Regional Beauregard                                  |
|         | KDRT     | Aeroportul Del Rio                                              |
|         | KDTA     | Aeroportul Municipal Delta                                      |
|         | KDYL     | Aeroportul Doylestown                                           |
|         | KO22     | Aeroportul Columbia                                             |
|         | KRPB     | Aeroportul Municipal Belleville                                 |
|         | KVRB     | Aeroportul Municipal Vero Beach                                 |
|         | KDVT     | Aeroportul Phoenix Deer Valley                                  |
|         | KPGV     | Aeroportul Pitt-Greenville                                      |
|         | KCDK     | Aeroportul George T. Lewis                                      |
|         | KCDW     | Aeroportul Essex County                                         |
|         | KCFT     | Aeroportul Greenlee County                                      |
|         | KAEG     | Aeroportul Double Eagle II                                      |
|         | KARW     | Aeroportul Beaufort County                                      |
|         | KCEZ     | Aeroportul Municipal Cortez                                     |
|         | KCKU     | Aeroportul Municipal Cordova                                    |
|         | KDET     | Aeroportul Internațional Coleman A. Young                       |
|         | KP33     | Aeroportul Cochise County                                       |
|         | KTPL     | Aeroportul Regional Draughon-Miller Central Texas               |
|         | KUTS     | Aeroportul Regional Huntsville                                  |
|         | KC02     | Aeroportul Grand Geneva Resort                                  |
|         | KISQ     | Aeroportul Schoolcraft County                                   |
|         | KFAT     | Aeroportul Internațional Fresno Yosemite                        |
|         | KXWA     | Aeroportul Internațional Williston Basin                        |
|         | KOPF     | Aeroportul Opa-locka                                            |
|         | KPCZ     | Aeroportul Municipal Waupaca                                    |
|         | KDTN     | Aeroportul Shreveport Downtown                                  |
|         | KBGD     | Aeroportul Hutchinson County                                    |
|         | KGIC     | Aeroportul Idaho County                                         |
|         | KVYS     | Aeroportul Regional Illinois Valley                             |
|         | KX63     | Aeroportul Humacao                                              |
|         | KIDA     | Aeroportul Regional Idaho Falls                                 |
|         | KLAW     | Aeroportul Regional Lawton–Fort Sill                            |
|         | KLEE     | Aeroportul Leesburg                                             |
|         | KOLM     | Aeroportul Regional Olympia                                     |
|         | KUTA     | Aeroportul Municipal Tunica                                     |
|         | KRPD     | Aeroportul Regional Rice Lake                                   |
|         | KRSV     | Aeroportul Crawford County                                      |
|         | KRWL     | Aeroportul Municipal Rawlins                                    |
|         | KXTA     | Zona 51                                                         |
|         | KLSE     | Aeroportul Regional La Crosse                                   |
|         | KSXP     | Aeroportul Sheldon Point                                        |
|         | KMHT     | Aeroportul Regional Manchester–Boston                           |
|         | KPTN     | Aeroportul Harry P. Williams Memorial                           |
|         | KOPL     | Aeroportul St. Landry Parish                                    |
|         | KMWM     | Aeroportul Municipal Windom                                     |
|         | KALW     | Aeroportul Regional Walla Walla                                 |
|         | KBDE     | Aeroportul Baudette                                             |
|         | KBVX     | Aeroportul Regional Batesville                                  |
|         | KBYY     | Aeroportul Municipal Bay City                                   |
|         | KHPY     | Aeroportul Baytown                                              |
|         | K3S8     | Aeroportul Grants Pass                                          |
|         | KBTV     | Aeroportul Burlington                                           |
|         | KMGC     | Aeroportul Municipal Michigan City                              |
|         | KLFK     | Aeroportul Angelina County                                      |
|         | KPAH     | Aeroportul Regional Barkley                                     |
|         | KBNG     | Aeroportul Municipal Banning                                    |
|         | KACK     | Aeroportul Nantucket Memorial                                   |
|         | KHYA     | Aeroportul Municipal Barnstable                                 |
|         | KBAF     | Aeroportul Municipal Barnes                                     |
|         | KBOW     | Aeroportul Municipal Bartow                                     |
|         | KEDN     | Aeroportul Municipal Enterprise                                 |
|         | KCIR     | Aeroportul Cairo                                                |
|         | KEFW     | Aeroportul Municipal Jefferson                                  |
|         | KERR     | Aeroportul Errol                                                |
|         | KETN     | Aeroportul Municipal Eastland                                   |
|         | KFAM     | Aeroportul Regional Farmington                                  |
|         | KHPT     | Aeroportul Municipal Hampton                                    |
|         | KIDG     | Aeroportul Municipal Ida Grove                                  |
|         | KIJX     | Aeroportul Municipal Jacksonville                               |
|         | KIRS     | Aeroportul Municipal Kirsch                                     |
|         | KJCT     | Aeroportul Kimble County                                        |
|         | KMIW     | Aeroportul Municipal Marshalltown                               |
|         | KOSX     | Aeroportul Kosciusko-Attala County                              |
|         | KLGA     | Aeroportul LaGuardia                                            |
|         | KEMM     | Aeroportul Municipal Kemmerer                                   |
|         | KOLE     | Aeroportul Cattaraugus County-Olean                             |
|         | KPGD     | Aeroportul Punta Gorda                                          |
|         | KCDR     | Aeroportul Municipal Chadron                                    |
|         | KCNU     | Aeroportul Chanute Martin Johnson                               |
|         | KDVP     | Aeroportul Municipal Slayton                                    |
|         | KMBY     | Aeroportul Omar N Bradley                                       |
|         | KOLY     | Aeroportul Olney-Noble                                          |
|         | KOWA     | Aeroportul Regional Owatonna Degner                             |
|         | KPSN     | Aeroportul Municipal Palestine                                  |
|         | KPYP     | Aeroportul Piedmont                                             |
|         | KRSL     | Aeroportul Municipal Russell                                    |
|         | KWEA     | Aeroportul Parker County                                        |
|         | KSEP     | Aeroportul Regional Stephenville Clark                          |
|         | KSVH     | Aeroportul Regional Statesville                                 |
|         | KOTG     | Aeroportul Municipal Worthington                                |
|         | KVLA     | Aeroportul Municipal Vandalia                                   |
|         | KCAR     | Aeroportul Municipal Caribou                                    |
|         | KEVV     | Aeroportul Regional Evansville                                  |
|         | KGED     | Aeroportul Delaware Coastal                                     |
|         | KIFP     | Aeroportul Internațional Laughlin/Bullhead                      |
|         | KLNK     | Aeroportul Lincoln                                              |
|         | KSAF     | Aeroportul Municipal Santa Fe                                   |
|         | KBVU     | Aeroportul Municipal Boulder City                               |
|         | KMLT     | Aeroportul Municipal Millinocket                                |
|         | KELA     | Aeroportul Eagle Lake                                           |
|         | KMLF     | Aeroportul Municipal Milford                                    |
|         | KMYK     | Aeroportul May Creek                                            |
|         | KALM     | Aeroportul Regional Alamogordo–White Sands                      |
|         | KMEZ     | Aeroportul Municipal Mena Intermountain                         |
|         | KSNK     | Aeroportul Winston Field                                        |
|         | KMKL     | Aeroportul Regional McKellar-Sipes                              |
|         | KMML     | Aeroportul Regional Southwest Minnesota                         |
|         | KAVO     | Aeroportul Avon Park Executive                                  |
|         | KVPC     | Aeroportul Cartersville                                         |
|         | KMCD     | Aeroportul Mackinac Island                                      |
|         | KMOS     | Aeroportul Moses Point                                          |
|         | KSHD     | Aeroportul Regional Shenandoah Valley                           |
|         | KTAN     | Aeroportul Municipal Taunton                                    |
|         | K2S7     | Aeroportul Chiloquin State                                      |
|         | KABR     | Aeroportul Regional Aberdeen                                    |
|         | KACB     | Aeroportul Antrim County                                        |
|         | KBFI     | Boeing Field                                                    |
|         | KCRW     | Aeroportul Yeager                                               |
|         | KHPN     | Aeroportul Westchester County                                   |
|         | KLFT     | Aeroportul Regional Lafayette                                   |
|         | KMOP     | Aeroportul Municipal Mount Pleasant                             |
|         | KSUX     | Aeroportul Sioux Gateway                                        |
|         | KSPX     | Aeroportul Houston Gulf                                         |
|         | KHUM     | Aeroportul Houma-Terrebonne                                     |
|         | KP14     | Aeroportul Municipal Holbrook                                   |
|         | KMWH     | Aeroportul Internațional al comitatului Grant                   |
|         | KHVN     | Aeroportul Regional Tweed-New Haven                             |
|         | KCIU     | Aeroportul Chippewa County                                      |
|         | KCNH     | Aeroportul Municipal Claremont                                  |
|         | KEAU     | Aeroportul Regional Chippewa Valley                             |
|         | KFFT     | Aeroportul Capital City                                         |
|         | KGBG     | Aeroportul Municipal Galesburg                                  |
|         | KGCC     | Aeroportul Gillette–Campbell County                             |
|         | KGLE     | Aeroportul Municipal Gainesville                                |
|         | KGPI     | Aeroportul Glacier Park                                         |
|         | KCVK     | Aeroportul Regional Sharp County                                |
|         | KALS     | Aeroportul Regional San Luis Valley                             |
|         | KBEH     | Aeroportul Regional Southwest Michigan                          |
|         | KMDH     | Aeroportul Southern Illinois                                    |
|         | KPCW     | Aeroportul Internațional Erie-Ottawa                            |
|         | KSGT     | Aeroportul Municipal Stuttgart                                  |
|         | KMQY     | Aeroportul Smyrna                                               |
|         | KAPC     | Aeroportul Napa County                                          |
|         | KBLV     | Aeroportul MidAmerica St. Louis                                 |
|         | KHEZ     | Aeroportul Natchez-Adams County                                 |
|         | KKEB     | Aeroportul Nanwalek                                             |
|         | KMEV     | Aeroportul Minden-Tahoe                                         |
|         | KMIO     | Aeroportul Municipal Miami                                      |
|         | KOXD     | Aeroportul Miami University                                     |
|         | K1Q9     | Aeroportul Mili                                                 |
|         | K51Z     | Aeroportul Minto Al Wright                                      |
|         | KASH     | Aeroportul Municipal Nashua                                     |
|         | KMAF     | Aeroportul Internațional Midland                                |
|         | KMCN     | Aeroportul Regional Middle Georgia                              |
|         | KMHE     | Aeroportul Municipal Mitchell                                   |
|         | KMIV     | Aeroportul Municipal Millville                                  |
|         | KMLE     | Aeroportul Millard                                              |
|         | KMOB     | Aeroportul Regional Mobile                                      |
|         | KMOD     | Aeroportul Modesto City-County                                  |
|         | KMOT     | Aeroportul Minot                                                |
|         | KMWO     | Aeroportul Regional Middletown                                  |
|         | KPKB     | Aeroportul Regional Mid-Ohio Valley                             |
|         | KPSB     | Aeroportul Regional Mid-State                                   |
|         | KL08     | Aeroportul Borrego Valley                                       |
|         | KHLC     | Aeroportul Municipal Hill City                                  |
|         | KIWD     | Aeroportul Gogebic-Iron County                                  |
|         | KL06     | Aeroportul Furnace Creek                                        |
|         | KOZS     | Aeroportul Camdenton Memorial                                   |
|         | KSTF     | Aeroportul George M. Bryan                                      |
|         | KW05     | Aeroportul Regional Gettysburg                                  |
|         | KWWD     | Aeroportul Cape May                                             |
|         | K2G4     | Aeroportul Garrett County                                       |
|         | K4S1     | Aeroportul Municipal Gold Beach                                 |
|         | KAIV     | Aeroportul George Downer                                        |
|         | KAQY     | Aeroportul Girdwood                                             |
|         | KCHP     | Aeroportul Circle Hot Springs                                   |
|         | KEQA     | Aeroportul El Dorado/Captain Jack Thomas Memorial               |
|         | KFTY     | Aeroportul Fulton County                                        |
|         | KFUL     | Aeroportul Municipal Fullerton                                  |
|         | KGAB     | Aeroportul Gabbs                                                |
|         | KGCK     | Aeroportul Regional Garden City                                 |
|         | KGDW     | Aeroportul Gladwin Zettel Memorial                              |
|         | KGGE     | Aeroportul Georgetown County                                    |
|         | KGGW     | Aeroportul Glasgow Valley                                       |
|         | KGQQ     | Aeroportul Municipal Galion                                     |
|         | KGTR     | Aeroportul Regional Golden Triangle                             |
|         | KGUP     | Aeroportul Municipal Gallup                                     |
|         | KPIA     | Aeroportul Internațional Peoria                                 |
|         | KL35     | Aeroportul Big Bear City                                        |
|         | KL72     | Aeroportul Trona                                                |
|         | KUMP     | Aeroportul Indianapolis Metropolitan                            |
|         | KRBW     | Aeroportul Regional Lowcountry                                  |
|         | K06U     | Aeroportul Jackpot                                              |
|         | K4A2     | Aeroportul Atmautluak                                           |
|         | KARR     | Aeroportul Municipal Aurora                                     |
|         | KASX     | Aeroportul John F. Kennedy Memorial                             |
|         | KATS     | Aeroportul Municipal Artesia                                    |
|         | KAUG     | Aeroportul Augusta State                                        |
|         | KAUM     | Aeroportul Municipal Austin                                     |
|         | KFHR     | Aeroportul Friday Harbor                                        |
|         | KGVL     | Aeroportul Lee Gilmer Memorial                                  |
|         | KRIC     | Aeroportul Internațional Richmond                               |
|         | KENL     | Aeroportul Municipal Centralia                                  |
|         | KWLW     | Aeroportul Willows-Glenn County                                 |
|         | KTMA     | Aeroportul Henry Tift Myers                                     |
|         | KLWB     | Aeroportul Greenbrier Valley                                    |
|         | KLWL     | Aeroportul Municipal Wells                                      |
|         | KHKY     | Aeroportul Regional Hickory                                     |
|         | KRIL     | Aeroportul Regional Garfield County                             |
|         | KSUN     | Aeroportul Friedman Memorial                                    |
|         | KDLH     | Aeroportul Internațional Duluth                                 |
|         | KATW     | Aeroportul Internațional Appleton                               |
|         | KULM     | Aeroportul Municipal New Ulm                                    |
|         | KBRO     | Aeroportul Internațional Brownsville/South Padre Island         |
|         | KAUO     | Aeroportul Regional Auburn University                           |
|         | KCUB     | Aeroportul Jim Hamilton – L.B. Owens                            |
|         | KE51     | Aeroportul Bagdad                                               |
|         | KJLN     | Aeroportul Regional Joplin                                      |
|         | KJOT     | Aeroportul Regional Joliet                                      |
|         | KOXB     | Aeroportul Municipal Ocean City                                 |
|         | KPTK     | Aeroportul Internațional Oakland County                         |
|         | KRAC     | Aeroportul John H. Batten                                       |
|         | KTMT     | Aeroportul Austin                                               |
|         | KLEW     | Aeroportul Municipal Auburn/Lewiston                            |
|         | KAGS     | Aeroportul Regional Augusta                                     |
|         | KAIO     | Aeroportul Municipal Atlantic                                   |
|         | KBKE     | Aeroportul Municipal Baker City                                 |
|         | KBPT     | Aeroportul Regional Jack Brooks                                 |
|         | KCIN     | Aeroportul Arthur N. Neu                                        |
|         | KCRG     | Aeroportul Jacksonville Executive at Craig                      |
|         | KE14     | Aeroportul Ohkay Owingeh                                        |
|         | KJBR     | Aeroportul Municipal Jonesboro                                  |
|         | KJEF     | Aeroportul Jefferson City Memorial                              |
|         | KJST     | Aeroportul Johnstown–Cambria County                             |
|         | KLBE     | Aeroportul Regional Arnold Palmer                               |
|         | KOCF     | Aeroportul Ocala                                                |
|         | KOKM     | Aeroportul Regional Okmulgee                                    |
|         | K1O5     | Aeroportul Montague                                             |
|         | KMOR     | Aeroportul Regional Morristown                                  |
|         | KMVE     | Aeroportul Montevideo–Chippewa County                           |
|         | KSOP     | Aeroportul Moore County                                         |
|         | KWWR     | Aeroportul West Woodward                                        |
|         | KHOU     | Aeroportul William P. Hobby                                     |
|         | KANY     | Aeroportul Municipal Anthony                                    |
|         | KERI     | Aeroportul Erie                                                 |
|         | KASL     | Aeroportul Harrison County                                      |
|         | KHUT     | Aeroportul Municipal Hutchinson                                 |
|         | KLEB     | Aeroportul Municipal Lebanon                                    |
|         | KAID     | Aeroportul Municipal Anderson                                   |
|         | KOLF     | Aeroportul L. M. Clayton                                        |
|         | KLEM     | Aeroportul Municipal Lemmon                                     |
|         | KIEN     | Aeroportul Pine Ridge                                           |
|         | KAZO     | Aeroportul Kalamazoo/Battle Creek                               |
|         | KBUM     | Aeroportul Butler Memorial                                      |
|         | KCSV     | Aeroportul Crossville Memorial                                  |
|         | KEVM     | Aeroportul Municipal Eveleth-Virginia                           |
|         | KFBY     | Aeroportul Municipal Fairbury                                   |
|         | KHSB     | Aeroportul Harrisburg-Raleigh                                   |
|         | KIML     | Aeroportul Municipal Imperial                                   |
|         | KPSC     | Aeroportul Tri-Cities                                           |
|         | KAUN     | Aeroportul Municipal Auburn                                     |
|         | KGWS     | Aeroportul Municipal Glenwood Springs                           |
|         | KJMS     | Aeroportul Regional Jamestown                                   |
|         | KOKS     | Aeroportul Garden County                                        |
|         | KPTS     | Aeroportul Municipal Atkinson                                   |
|         | KTRM     | Aeroportul Regional Jacqueline Cochran                          |
|         | KFAY     | Aeroportul Regional Fayetteville                                |
|         | KPBX     | Aeroportul Pike County                                          |
|         | KCCY     | Aeroportul Regional Northeast Iowa                              |
|         | KPOF     | Aeroportul Municipal Poplar Bluff                               |
|         | KLSB     | Aeroportul Municipal Lordsburg                                  |
|         | KBFM     | Aeroportul Mobile Downtown                                      |
|         | KMXO     | Aeroportul Regional Monticello                                  |
|         | KAOO     | Aeroportul Altoona–Blair County                                 |
|         | KORS     | Aeroportul Orcas Island                                         |
|         | KS03     | Aeroportul Municipal Ashland                                    |
|         | KCDC     | Aeroportul Regional Cedar City                                  |
|         | KGRI     | Aeroportul Regional Central Nebraska                            |
|         | KTVK     | Aeroportul Municipal Centerville                                |
|         | KVQQ     | Aeroportul Cecil                                                |
|         | KVLD     | Aeroportul Regional Valdosta                                    |
|         | KMYF     | Aeroportul Montgomery Field                                     |
|         | KOKK     | Aeroportul Municipal Kokomo                                     |
|         | KAFK     | Aeroportul Municipal Nebraska City                              |
|         | KIOW     | Aeroportul Municipal Iowa City                                  |
|         | KVCB     | Aeroportul Nut Tree                                             |
|         | KAXV     | Aeroportul Neil Armstrong                                       |
|         | KCTK     | Aeroportul Municipal Canton                                     |
|         | KIDI     | Aeroportul Indiana County-Jimmy Stewart                         |
|         | KIDP     | Aeroportul Municipal Independence                               |
|         | KIYK     | Aeroportul Inyokern                                             |
|         | KIMM     | Aeroportul Immokalee                                            |
|         | KIPL     | Aeroportul Imperial County                                      |
|         | KWDG     | Aeroportul Regional Enid Woodring                               |
|         | KZNC     | Aeroportul Nyac                                                 |
|         | KAYS     | Aeroportul Waycross-Ware County                                 |
|         | KLAS     | Aeroportul Internațional Harry Reid                             |
|         | KELM     | Aeroportul Regional Elmira Corning                              |
|         | KONZ     | Aeroportul Municipal Grosse Ile                                 |
|         | KOSH     | Aeroportul Regional Wittman                                     |
|         | KALO     | Aeroportul Regional Waterloo                                    |
|         | KUES     | Aeroportul Waukesha County                                      |
|         | KUZA     | Aeroportul Rock Hill/York County                                |
|         | KUCA     | Aeroportul Oneida County                                        |
|         | KINT     | Aeroportul Smith Reynolds                                       |
|         | KOJA     | Aeroportul Thomas P. Stafford                                   |
|         | KELK     | Aeroportul Elk City Regional Business                           |
|         | KBDU     | Aeroportul Municipal Boulder                                    |
|         | KOQN     | Aeroportul Brandywine                                           |
|         | KPWT     | Aeroportul Național Bremerton                                   |
|         | KEGE     | Aeroportul Regional Eagle County                                |
|         | KKLS     | Aeroportul Regional Southwest Washington                        |
|         | KKNB     | Aeroportul Municipal Kanab                                      |
|         | KSMN     | Aeroportul Lemhi County                                         |
|         | K5A8     | Aeroportul Aleknagik                                            |
|         | KBIH     | Aeroportul Regional Eastern Sierra                              |
|         | KS21     | Aeroportul Sunriver                                             |
|         | KBLF     | Aeroportul Mercer County                                        |
|         | KMCE     | Aeroportul Regional Merced                                      |
|         | KKIC     | Aeroportul Mesa Del Rey                                         |
|         | KLDM     | Aeroportul Mason County                                         |
|         | KMLB     | Aeroportul Internațional Melbourne                              |
|         | KADG     | Aeroportul Lenawee County                                       |
|         | KBFL     | Aeroportul Meadows Field                                        |
|         | KFLP     | Aeroportul Regional Marion County                               |
|         | KHOT     | Aeroportul Memorial Field                                       |
|         | KDTW     | Aeroportul Detroit Metropolitan Wayne County                    |
|         | KAOH     | Aeroportul Lima Allen County                                    |
|         | KECP     | Aeroportul Northwest Florida Beaches                            |
|         | KOLS     | Aeroportul Internațional Nogales                                |
|         | KPHF     | Aeroportul Internațional Newport News/Williamsburg              |
|         | KPNS     | Aeroportul Pensacola                                            |
|         | KANQ     | Aeroportul Tri-State Steuben County                             |
|         | KHEE     | Aeroportul Thompson-Robbins                                     |
|         | KTIW     | Aeroportul Tacoma Narrows                                       |
|         | KTNP     | Aeroportul Twentynine Palms                                     |
|         | KTOC     | Aeroportul Toccoa                                               |
|         | KTPH     | Aeroportul Tonopah                                              |
|         | KTRK     | Aeroportul Truckee Tahoe                                        |
|         | KTSG     | Aeroportul Tanacross                                            |
|         | KTTN     | Aeroportul Trenton-Mercer                                       |
|         | KXSA     | Aeroportul Tappahannock-Essex County                            |
|         | KSDC     | Aeroportul Williamson–Sodus                                     |
|         | K3O9     | Aeroportul Regional Grand Lake                                  |
|         | KE24     | Aeroportul Whiteriver                                           |
|         | KONM     | Aeroportul Municipal Socorro                                    |
|         | KWAY     | Aeroportul Greene County                                        |
|         | KRME     | Aeroportul Griffiss                                             |
|         | KSKY     | Aeroportul Griffing Sandusky                                    |
|         | KGUC     | Aeroportul Regional Gunnison–Crested Butte                      |
|         | KGOK     | Aeroportul Regional Guthrie–Edmond                              |
|         | KGUY     | Aeroportul Municipal Guymon                                     |
|         | KLZU     | Aeroportul Gwinnett County                                      |
|         | KIXA     | Aeroportul Regional Halifax-Northampton                         |
|         | KLRD     | Aeroportul Laredo                                               |
|         | KTNX     | Aeroportul Tonopah Test Range                                   |
|         | KBFD     | Aeroportul Regional Bradford                                    |
|         | KBRD     | Aeroportul Regional Brainerd Lakes                              |
|         | KBTP     | Aeroportul Butler County                                        |
|         | KBWC     | Aeroportul Municipal Brawley                                    |
|         | KBWG     | Aeroportul Regional Bowling Green-Warren County                 |
|         | KBYI     | Aeroportul Municipal Burley                                     |
|         | KCCB     | Aeroportul Cable                                                |
|         | KCDA     | Aeroportul Caledonia County                                     |
|         | KCGE     | Aeroportul Cambridge–Dorchester                                 |
|         | KCXL     | Aeroportul Calexico                                             |
|         | KHAO     | Aeroportul Regional Butler County                               |
|         | KRWV     | Aeroportul Municipal Caldwell                                   |
|         | KRUQ     | Aeroportul Regional Mid-Carolina                                |
|         | KBIS     | Aeroportul Municipal Bismarck                                   |
|         | KRZL     | Aeroportul Jasper County                                        |
|         | KHHR     | Aeroportul Municipal Hawthorne                                  |
|         | KHLN     | Aeroportul Regional Helena                                      |
|         | KHZL     | Aeroportul Municipal Hazleton                                   |
|         | KOFP     | Aeroportul Municipal Hanover County                             |
|         | K00F     | Aeroportul Broadus                                              |
|         | KCOD     | Aeroportul Regional Yellowstone                                 |
|         | KWYS     | Aeroportul Yellowstone                                          |
|         | KMYV     | Aeroportul Yuba County                                          |
|         | KBTR     | Aeroportul Baton Rouge Metropolitan                             |
|         | KPIH     | Aeroportul Regional Pocatello                                   |
|         | K1O6     | Aeroportul Municipal Dunsmuir-Mott                              |
|         | K2W6     | Aeroportul Regional St. Mary's County                           |
|         | KLQK     | Aeroportul Pickens County                                       |
|         | KKEK     | Aeroportul Ekwok                                                |
|         | KMPO     | Aeroportul Municipal Pocono Mountains                           |
|         | KMHK     | Aeroportul Regional Manhattan                                   |
|         | KMQT     | Aeroportul Marquette County                                     |
|         | KBCE     | Aeroportul Bryce Canyon                                         |
|         | KBQK     | Aeroportul Brunswick Golden Isles                               |
|         | KBTN     | Aeroportul Municipal Britton                                    |
|         | KBWD     | Aeroportul Regional Brownwood                                   |
|         | KHBG     | Aeroportul Municipal Hattiesburg Bobby L. Chain                 |
|         | KHRI     | Aeroportul Municipal Hermiston                                  |
|         | KPHT     | Aeroportul Henry County                                         |
|         | KPIB     | Aeroportul Regional Hattiesburg-Laurel                          |
|         | KPIM     | Aeroportul Harris County                                        |
|         | KVGC     | Aeroportul Municipal Hamilton                                   |
|         | KVSF     | Aeroportul Hartness State                                       |
|         | KBHB     | Aeroportul Hancock County-Bar Harbor                            |
|         | KSDM     | Aeroportul Municipal Brown Field                                |
|         | KBBW     | Aeroportul Municipal Broken Bow                                 |
|         | KCCR     | Aeroportul Buchanan Field                                       |
|         | KHMT     | Aeroportul Hemet-Ryan                                           |
|         | KLRO     | Aeroportul Regional Mount Pleasant                              |
|         | KMDT     | Aeroportul Harrisburg                                           |
|         | KLMT     | Aeroportul Klamath Falls                                        |
|         | KTQH     | Aeroportul Municipal Tahlequah                                  |
|         | KHSI     | Aeroportul Municipal Hastings                                   |
|         | KTPA     | Aeroportul Internațional Tampa                                  |
|         | KVGT     | Aeroportul North Las Vegas                                      |
|         | KFCH     | Aeroportul Fresno Chandler Executive                            |
|         | KAEX     | Aeroportul Internațional Alexandria                             |
|         | K1G4     | Aeroportul Grand Canyon West                                    |
|         | K1Z1     | Aeroportul Grand Canyon Bar 10                                  |
|         | KCBE     | Aeroportul Regional Greater Cumberland                          |
|         | KCKC     | Aeroportul Grand Marais/Cook County                             |
|         | KCRE     | Aeroportul Grand Strand                                         |
|         | KGBD     | Aeroportul Municipal Great Bend                                 |
|         | KGCD     | Aeroportul Regional Grant County                                |
|         | KGCN     | Aeroportul Grand Canyon National Park                           |
|         | KGCY     | Aeroportul Municipal Greeneville-Greene County                  |
|         | KGMU     | Aeroportul Greenville Downtown                                  |
|         | KGNU     | Aeroportul Goodnews                                             |
|         | KGPZ     | Aeroportul Grand Rapids – Itasca County                         |
|         | KGRD     | Aeroportul Greenwood County                                     |
|         | KGRE     | Aeroportul Greenville                                           |
|         | KGTG     | Aeroportul Municipal Grantsburg                                 |
|         | KGXY     | Aeroportul Greeley–Weld County                                  |
|         | KL37     | Aeroportul Grand Canyon Caverns                                 |
|         | KPMH     | Aeroportul Regional Greater Portsmouth                          |
|         | KSVC     | Aeroportul Internațional Grant County                           |
|         | KU34     | Aeroportul Municipal Green River                                |
|         | KSCD     | Aeroportul Municipal Sylacauga                                  |
|         | KOZW     | Aeroportul Livingston County Spencer J. Hardy                   |
|         | KLGU     | Aeroportul Logan-Cache                                          |
|         | KCXO     | Aeroportul Lone Star Executive                                  |
|         | KOIC     | Aeroportul Lt. Warren Eaton                                     |
|         | KPLK     | Aeroportul M. Graham Clark Field, Taney County                  |
|         | KBOS     | Aeroportul Internațional Logan                                  |
|         | KIMS     | Aeroportul Municipal Madison                                    |
|         | KMAC     | Aeroportul Macon Downtown                                       |
|         | KMAW     | Aeroportul Regional Malden                                      |
|         | KCTZ     | Aeroportul Clinton-Sampson County                               |
|         | KPSP     | Aeroportul Palm Springs                                         |
|         | KAVP     | Aeroportul Internațional Wilkes-Barre/Scranton                  |
|         | KORI     | Aeroportul Port Lions                                           |
|         | KBGM     | Aeroportul Greater Binghamton                                   |
|         | KO43     | Aeroportul Municipal Yerington                                  |
|         | KF70     | Aeroportul French Valley                                        |
|         | KO19     | Aeroportul Kneeland                                             |
|         | K0AK     | Aeroportul Pilot Station                                        |
|         | KHLM     | Aeroportul Park Township                                        |
|         | KBYH     | Aeroportul Arkansas                                             |
|         | K6S2     | Aeroportul Municipal Florence                                   |
|         | KA61     | Aeroportul Tuntutuliak                                          |
|         | KA63     | Aeroportul Twin Hills                                           |
|         | KHIB     | Aeroportul Regional Range                                       |
|         | KLAX     | Aeroportul Internațional Los Angeles                            |
|         | KCNW     | Aeroportul TSTC Waco                                            |
|         | KUNV     | Aeroportul University Park                                      |
|         | KDUG     | Aeroportul Internațional Bisbee-Douglas                         |
|         | KHSE     | Aeroportul Billy Mitchell                                       |
|         | KBID     | Aeroportul Block Island State                                   |
|         | KCEW     | Aeroportul Bob Sikes                                            |
|         | KHKA     | Aeroportul Municipal Blytheville                                |
|         | KBCT     | Aeroportul Boca Raton                                           |
|         | KBLU     | Aeroportul Blue Canyon–Nyack                                    |
|         | KBCK     | Aeroportul Black River Falls Area                               |
|         | KBDG     | Aeroportul Municipal Blanding                                   |
|         | KBIL     | Aeroportul Internațional Billings Logan                         |
|         | KLEX     | Aeroportul Blue Grass                                           |
|         | KBUR     | Aeroportul Hollywood Burbank                                    |
|         | KMAE     | Aeroportul Municipal Madera                                     |
|         | KTLR     | Aeroportul Mefford Field                                        |
|         | KMYL     | Aeroportul Municipal McCall                                     |
|         | KLOT     | Aeroportul Lewis University                                     |
|         | KFEP     | Aeroportul Albertus                                             |
|         | KPPO     | Aeroportul Municipal La Porte                                   |
|         | KARG     | Aeroportul Regional Walnut Ridge                                |
|         | KO02     | Aeroportul Nervino                                              |
|         | KEMT     | Aeroportul San Gabriel Valley                                   |
|         | KLBF     | Aeroportul Regional North Platte                                |
|         | KAFO     | Aeroportul Municipal Afton                                      |
|         | KONT     | Aeroportul Internațional LA/Ontario                             |
|         | KOKH     | Aeroportul A.J. Eisenberg                                       |
|         | KEWR     | Aeroportul Internațional Newark Liberty                         |
|         | KIAD     | Aeroportul Internațional Washington Dulles                      |
|         | KMFV     | Aeroportul Accomack County                                      |
|         | KADH     | Aeroportul Municipal Ada                                        |
|         | KADS     | Aeroportul Addison                                              |
|         | KSLK     | Aeroportul Regional Adirondack                                  |
|         | KCAK     | Aeroportul Akron-Canton                                         |
|         | KILM     | Aeroportul Internațional Wilmington                             |
|         | KFOD     | Aeroportul Regional Fort Dodge                                  |
|         | KBHM     | Aeroportul Internațional Birmingham-Shuttlesworth               |
|         | KMEM     | Aeroportul Internațional Memphis                                |
|         | KJFK     | Aeroportul Internațional John F. Kennedy                        |
|         | KLIT     | Aeroportul Național Bill and Hillary Clinton                    |
|         | KMJQ     | Aeroportul Municipal Jackson                                    |
|         | KBVY     | Aeroportul Municipal Beverly                                    |
|         | KUDD     | Aeroportul Bermuda Dunes                                        |
|         | KVBT     | Aeroportul Municipal Bentonville                                |
|         | KPHX     | Aeroportul Internațional Phoenix Sky Harbor                     |
|         | KGEG     | Aeroportul Internațional Spokane                                |
|         | KPVB     | Aeroportul Municipal Platteville                                |
|         | KBWI     | Aeroportul Baltimore/Washington International Thurgood Marshall |
|         | KMKC     | Aeroportul Charles B. Wheeler Downtown                          |
|         | KCOS     | Aeroportul Colorado Springs                                     |
|         | KBML     | Aeroportul Regional Berlin                                      |
|         | KATY     | Aeroportul Regional Watertown                                   |
|         | KAVL     | Aeroportul Regional Asheville                                   |
|         | KBDN     | Aeroportul Municipal Bend                                       |
|         | KBDR     | Aeroportul Sikorsky Memorial                                    |
|         | KBZN     | Aeroportul Internațional Bozeman Yellowstone                    |
|         | KCAD     | Aeroportul Wexford County                                       |
|         | KDMO     | Aeroportul Regional Sedalia                                     |
|         | KEOK     | Aeroportul Municipal Keokuk                                     |
|         | KERV     | Aeroportul Municipal Kerrville                                  |
|         | KUAO     | Aeroportul Aurora State                                         |
|         | KCLM     | Aeroportul William R. Fairchild                                 |
|         | KGSO     | Aeroportul Internațional Piedmont Triad                         |
|         | KPWA     | Aeroportul Wiley Post                                           |
|         | KLBL     | Aeroportul Regional Liberal Mid-America                         |
|         | KSRC     | Aeroportul Municipal Searcy                                     |
|         | KLCI     | Aeroportul Municipal Laconia                                    |
|         | KSAC     | Aeroportul Sacramento Executive                                 |
|         | KLOZ     | Aeroportul London-Corbin                                        |
|         | KLRU     | Aeroportul Las Cruces                                           |
|         | KMHR     | Aeroportul Sacramento Mather                                    |
|         | KOEA     | Aeroportul O'Neal                                               |
|         | KOLV     | Aeroportul Olive Branch                                         |
|         | KPLR     | Aeroportul Internațional St. Clair County                       |
|         | KPNC     | Aeroportul Regional Ponca City                                  |
|         | KMXA     | Aeroportul Municipal Manila                                     |
|         | KDCA     | Aeroportul Național Washington Ronald Reagan                    |
|         | KEWB     | Aeroportul Regional New Bedford                                 |
|         | KPSK     | Aeroportul New River Valley                                     |
|         | KONP     | Aeroportul Municipal Newport                                    |
|         | KSHV     | Aeroportul Regional Shreveport                                  |
|         | KOFK     | Aeroportul Regional Norfolk                                     |
|         | KCKB     | Aeroportul North Central West Virginia                          |
|         | KGAD     | Aeroportul Regional Northeast Alabama                           |
|         | KGYI     | Aeroportul Regional North Texas                                 |
|         | KHWO     | Aeroportul North Perry                                          |
|         | KSGJ     | Aeroportul Regional Northeast Florida                           |
|         | KEDE     | Aeroportul Regional Northeastern                                |
|         | KFVE     | Aeroportul Regional Northern Aroostook                          |
|         | KAXN     | Aeroportul Municipal Alexandria                                 |
|         | KAXA     | Aeroportul Municipal Algona                                     |
|         | KAGC     | Aeroportul Allegheny County                                     |
|         | KAIA     | Aeroportul Municipal Alliance                                   |
|         | KAPN     | Aeroportul Regional Alpena County                               |
|         | KE38     | Aeroportul Municipal Alpine-Casparis                            |
|         | KAXS     | Aeroportul Regional Altus/Quartz Mountain                       |
|         | KAHH     | Aeroportul Municipal Amery                                      |
|         | KAMW     | Aeroportul Municipal Ames                                       |
|         | KEKO     | Aeroportul Regional Elko                                        |
|         | K80F     | Aeroportul Municipal Antlers                                    |
|         | K1F0     | Aeroportul Ardmore Downtown Executive                           |
|         | K37V     | Aeroportul Municipal Arapahoe                                   |
|         | KADM     | Aeroportul Municipal Ardmore                                    |
|         | KRKP     | Aeroportul Aransas County                                       |
|         | KASY     | Aeroportul Municipal Ashley                                     |
|         | KBPG     | Aeroportul Big Spring McMahon-Wrinkle                           |
|         | KOMK     | Aeroportul Omak                                                 |
|         | KPSM     | Aeroportul Portsmouth at Pease                                  |
|         | KPTV     | Aeroportul Municipal Porterville                                |
|         | KPUB     | Aeroportul Pueblo Memorial                                      |
|         | KPVU     | Aeroportul Municipal Provo                                      |
|         | KRDG     | Aeroportul Regional Reading                                     |
|         | KRMG     | Aeroportul Richard B. Russell                                   |
|         | KTHA     | Aeroportul Regional Tullahoma                                   |
|         | KANJ     | Aeroportul Municipal Sault Ste. Marie                           |
|         | KFPR     | Aeroportul Treasure Coast                                       |
|         | KROA     | Aeroportul Regional Roanoke–Blacksburg                          |
|         | KSBY     | Aeroportul Regional Salisbury–Ocean City–Wicomico               |
|         | KSCH     | Aeroportul Schenectady County                                   |
|         | KSEZ     | Aeroportul Sedona                                               |
|         | KSTE     | Aeroportul Municipal Stevens Point                              |
|         | KSNS     | Aeroportul Municipal Salinas                                    |
|         | KSUW     | Aeroportul Richard I. Bong                                      |
|         | KSWI     | Aeroportul Municipal Sherman                                    |
|         | KTDZ     | Aeroportul Toledo Executive                                     |
|         | KTEX     | Aeroportul Regional Telluride                                   |
|         | KTIX     | Aeroportul Regional Space Coast                                 |
|         | KTKX     | Aeroportul Kennett Memorial                                     |
|         | KTRX     | Aeroportul Municipal Trenton                                    |
|         | KTVL     | Aeroportul Lake Tahoe                                           |
|         | KVDI     | Aeroportul Regional Vidalia                                     |
|         | KVAY     | Aeroportul Regional South Jersey                                |
|         | KVEL     | Aeroportul Regional Vernal                                      |
|         | KFLL     | Aeroportul Internațional Fort Lauderdale–Hollywood              |
|         | K0V7     | Aeroportul Kayenta                                              |
|         | KOWD     | Aeroportul Norwood Memorial                                     |
|         | KPQI     | Aeroportul Internațional Presque Isle                           |
|         | KN66     | Aeroportul Municipal Oneonta                                    |
|         | KOGB     | Aeroportul Municipal Orangeburg                                 |
|         | KOTM     | Aeroportul Regional Ottumwa                                     |
|         | KOWB     | Aeroportul Regional Owensboro-Daviess County                    |
|         | KOXR     | Aeroportul Oxnard                                               |
|         | KPHK     | Aeroportul Palm Beach County Glades                             |
|         | KPSX     | Aeroportul Municipal Palacios                                   |
|         | KPAN     | Aeroportul Payson                                               |
|         | K4K0     | Aeroportul Pedro Bay                                            |
|         | KPEQ     | Aeroportul Municipal Pecos                                      |
|         | KPLN     | Aeroportul Regional Pellston                                    |
|         | KPEO     | Aeroportul Penn Yan                                             |
|         | KPMB     | Aeroportul Municipal Pembina                                    |
|         | KSEG     | Aeroportul Penn Valley                                          |
|         | KFPY     | Aeroportul Perry-Foley                                          |
|         | KPRO     | Aeroportul Municipal Perry                                      |
|         | KPXE     | Aeroportul Perry-Houston County                                 |
|         | KTAD     | Aeroportul Perry Stokes                                         |
|         | KMPJ     | Aeroportul Petit Jean Park                                      |
|         | KTPF     | Aeroportul Peter O. Knight                                      |
|         | KFLT     | Aeroportul Phaeton                                              |
|         | KTOP     | Aeroportul Municipal Philip Billard                             |
|         | KGYR     | Aeroportul Phoenix Goodyear                                     |
|         | KPIR     | Aeroportul Regional Pierre                                      |
|         | KPSF     | Aeroportul Municipal Pittsfield                                 |
|         | KPVF     | Aeroportul Placerville                                          |
|         | KPYM     | Aeroportul Municipal Plymouth                                   |
|         | KLPC     | Aeroportul Lompoc                                               |
|         | KPUW     | Aeroportul Regional Pullman-Moscow                              |
|         | KP04     | Aeroportul Municipal Bisbee                                     |
|         | KAXX     | Aeroportul Angel Fire                                           |
|         | KGNG     | Aeroportul Municipal Gooding                                    |
|         | K74V     | Roosevelt Municipal Airport                                     |
|         | KGEY     | Aeroportul South Big Horn County                                |
|         | KSIV     | Aeroportul Internațional Sullivan County                        |
|         | KSLR     | Aeroportul Municipal Sulphur Springs                            |
|         | KSVE     | Aeroportul Municipal Susanville                                 |
|         | KASN     | Aeroportul Municipal Talladega                                  |
|         | KTSP     | Aeroportul Municipal Tehachapi                                  |
|         | KHUF     | Aeroportul Terre Haute                                          |
|         | KTRL     | Aeroportul Municipal Terrell                                    |
|         | KTVF     | Aeroportul Regional Thief River Falls                           |
|         | KTVI     | Aeroportul Regional Thomasville                                 |
|         | KFME     | Aeroportul Tipton                                               |
|         | KLNR     | Aeroportul Regional Tri-County                                  |
|         | KPQL     | Aeroportul Trent Lott                                           |
|         | KLHZ     | Aeroportul Triangle North Executive                             |
|         | KTUP     | Aeroportul Regional Tupelo                                      |
|         | K9A8     | Aeroportul Ugashik                                              |
|         | KUGB     | Aeroportul Ugashik Bay                                          |
|         | KUKI     | Aeroportul Municipal Ukiah                                      |
|         | KPOV     | Aeroportul Regional Portage County                              |
|         | KPTW     | Aeroportul Heritage Field                                       |
|         | KTTD     | Aeroportul Portland-Troutdale                                   |
|         | KVPZ     | Aeroportul Regional Porter County                               |
|         | KPTT     | Aeroportul Regional Pratt                                       |
|         | KDCU     | Aeroportul Regional Pryor Field                                 |
|         | KLAF     | Aeroportul Purdue University                                    |
|         | KOQU     | Aeroportul Quonset State                                        |
|         | KUIL     | Aeroportul Quillayute                                           |
|         | KRIU     | Aeroportul Rancho Murieta                                       |
|         | KRDD     | Aeroportul Municipal Redding                                    |
|         | KFRG     | Aeroportul Republic                                             |
|         | KLSK     | Aeroportul Municipal Lusk                                       |
|         | KPOH     | Aeroportul Municipal Pocahontas                                 |
|         | KPOY     | Aeroportul Municipal Powell                                     |
|         | KBJC     | Aeroportul Rocky Mountain Metropolitan                          |
|         | KVCT     | Aeroportul Regional Victoria                                    |
|         | KPHL     | Aeroportul Internațional Philadelphia                           |
|         | KTMB     | Aeroportul Miami Executive                                      |
|         | KENW     | Aeroportul Regional Kenosha                                     |
|         | KMEI     | Aeroportul Regional Meridian                                    |
|         | KIGM     | Aeroportul Kingman                                              |
|         | KINW     | Aeroportul Regional Winslow-Lindbergh                           |
|         | KP13     | Aeroportul San Carlos Apache                                    |
|         | KPGA     | Aeroportul Municipal Page                                       |
|         | KRQE     | Aeroportul Window Rock                                          |
|         | KSAD     | Aeroportul Regional Safford                                     |
|         | KT03     | Aeroportul Tuba City                                            |
|         | KRCZ     | Aeroportul Richmond County                                      |
|         | KRID     | Aeroportul Municipal Richmond                                   |
|         | KRIW     | Aeroportul Regional Riverton                                    |
|         | KRWI     | Aeroportul Regional Rocky Mount-Wilson                          |
|         | KVIH     | Aeroportul Național Rolla                                       |
|         | KREO     | Aeroportul Rome State                                           |
|         | KCRX     | Aeroportul Roscoe Turner                                        |
|         | KRCP     | Aeroportul Regional Rooks County                                |
|         | KSTJ     | Aeroportul Rosecrans Memorial                                   |
|         | K44U     | Aeroportul Salina-Gunnison                                      |
|         | KSAS     | Aeroportul Salton Sea                                           |
|         | KIZA     | Aeroportul Santa Ynez                                           |
|         | KSMO     | Aeroportul Santa Monica                                         |
|         | KSMX     | Aeroportul Santa Maria Public                                   |
|         | KSEF     | Aeroportul Regional Sebring                                     |
|         | KSES     | Aeroportul Municipal Selma                                      |
|         | KSBA     | Aeroportul Municipal Santa Barbara                              |
|         | KTUL     | Aeroportul Internațional Tulsa                                  |
|         | KCUH     | Aeroportul Municipal Cushing                                    |
|         | KCFS     | Aeroportul Tuscola Area                                         |
|         | KLGC     | Aeroportul LaGrange-Callaway                                    |
|         | KVNY     | Aeroportul Van Nuys                                             |
|         | KDPA     | Aeroportul DuPage                                               |
|         | KDUJ     | Aeroportul Regional DuBois                                      |
|         | KLOR     | Aeroportul Lowe AHP                                             |
|         | KU41     | Aeroportul Municipal Dubois                                     |
|         | KPOU     | Aeroportul Regional Hudson Valley                               |
|         | KLCQ     | Aeroportul Lake City Gateway                                    |
|         | KLBX     | Aeroportul Regional Texas Gulf Coast                            |
|         | KLKP     | Aeroportul Lake Placid                                          |
|         | KLNS     | Aeroportul Lancaster                                            |
|         | KCOI     | Aeroportul Merritt Island                                       |
|         | KWVL     | Aeroportul Waterville Robert LaFleur                            |
|         | KMVY     | Aeroportul Martha's Vineyard                                    |
|         | KMCB     | Aeroportul McComb-Pike County                                   |
|         | KMEB     | Aeroportul Laurinburg-Maxton                                    |
|         | KMLC     | Aeroportul Regional McAlester                                   |
|         | KMFE     | Aeroportul Internațional McAllen-Miller                         |
|         | KLWM     | Aeroportul Municipal Lawrence                                   |
|         | KMPI     | Aeroportul Mariposa-Yosemite                                    |
|         | KLRJ     | Aeroportul Municipal Le Mars                                    |
|         | KCRQ     | Aeroportul McClellan–Palomar                                    |
|         | KAIZ     | Aeroportul Lee C. Fine Memorial                                 |
|         | KEGV     | Aeroportul Eagle River Union                                    |
|         | KESN     | Aeroportul Easton                                               |
|         | KESW     | Aeroportul Easton State                                         |
|         | KGGG     | Aeroportul Regional East Texas                                  |
|         | KHTO     | Aeroportul East Hampton                                         |
|         | KIZG     | Aeroportul Regional Eastern Slopes                              |
|         | KPDT     | Aeroportul Regional Eastern Oregon                              |
|         | KRQO     | Aeroportul Regional El Reno                                     |
|         | KECG     | Aeroportul Regional Elizabeth City                              |
|         | KEKM     | Aeroportul Municipal Elkhart                                    |
|         | KEKX     | Aeroportul Regional Elizabethtown                               |
|         | KZEF     | Aeroportul Municipal Elkin                                      |
|         | KELY     | Aeroportul Ely                                                  |
|         | KMKE     | Aeroportul Internațional Milwaukee Mitchell                     |
|         | KYNG     | Aeroportul Regional Youngstown-Warren                           |
|         | KEPH     | Aeroportul Municipal Ephrata                                    |
|         | KUCY     | Aeroportul Regional Everett-Stewart                             |
|         | KFFL     | Aeroportul Municipal Fairfield                                  |
|         | KFLX     | Aeroportul Municipal Fallon                                     |
|         | KFRM     | Aeroportul Municipal Fairmont                                   |
|         | KFYM     | Aeroportul Municipal Fayetteville                               |
|         | KFFM     | Aeroportul Municipal Fergus Falls                               |
|         | KMIT     | Aeroportul Shafter                                              |
|         | KAAF     | Aeroportul Regional Apalachicola                                |
|         | KSBM     | Aeroportul Sheboygan County Memorial                            |
|         | KSYI     | Aeroportul Municipal Shelbyville                                |
|         | KPWD     | Aeroportul Sher-Wood                                            |
|         | KSOW     | Aeroportul Regional Show Low                                    |
|         | KSNY     | Aeroportul Municipal Sidney                                     |
|         | KSIK     | Aeroportul Municipal Sikeston Memorial                          |
|         | KSIY     | Aeroportul Siskiyou County                                      |
|         | KBVS     | Aeroportul Regional Skagit                                      |
|         | KBTF     | Aeroportul Skypark                                              |
|         | KISW     | Aeroportul South Wood County                                    |
|         | KTDO     | Aeroportul South Lewis County                                   |
|         | KBRL     | Aeroportul Regional Southeast Iowa                              |
|         | KJVL     | Aeroportul Regional Southern Wisconsin                          |
|         | KMUL     | Aeroportul Spence                                               |
|         | KASG     | Aeroportul Municipal Springdale                                 |
|         | KSGH     | Aeroportul Municipal Springfield-Beckley                        |
|         | KSTC     | Aeroportul Regional St. Cloud                                   |
|         | KCPS     | Aeroportul St. Louis Downtown                                   |
|         | KOYM     | Aeroportul Municipal St. Marys                                  |
|         | KVUJ     | Aeroportul Stanly County                                        |
|         | KSBS     | Aeroportul Steamboat Springs                                    |
|         | KSCK     | Aeroportul Stockton Metropolitan                                |
|         | KSSF     | Aeroportul Municipal Stinson                                    |
|         | KSWO     | Aeroportul Regional Stillwater                                  |
|         | KSRV     | Aeroportul Stony River                                          |
|         | KSUD     | Aeroportul Municipal Stroud                                     |
|         | KFDY     | Aeroportul Findlay                                              |
|         | KFOM     | Aeroportul Municipal Fillmore                                   |
|         | KFFA     | Aeroportul First Flight                                         |
|         | KFLG     | Aeroportul Flagstaff Pulliam                                    |
|         | KRIR     | Aeroportul Flabob                                               |
|         | KFCM     | Aeroportul Flying Cloud                                         |
|         | KFLO     | Aeroportul Regional Florence                                    |
|         | KFLD     | Aeroportul Fond du Lac County                                   |
|         | KFOE     | Aeroportul Regional Topeka                                      |
|         | KAFW     | Aeroportul Fort Worth Alliance                                  |
|         | KFCY     | Aeroportul Municipal Forrest City                               |
|         | KFSK     | Aeroportul Municipal Fort Scott                                 |
|         | KFSM     | Aeroportul Regional Fort Smith                                  |
|         | KFSU     | Aeroportul Municipal Fort Sumner                                |
|         | KFWA     | Aeroportul Fort Wayne                                           |
|         | KFXE     | Aeroportul Fort Lauderdale Executive                            |
|         | KFXY     | Aeroportul Municipal Forest City                                |
|         | KFKN     | Aeroportul Municipal Franklin-John Beverly Rose                 |
|         | KFDK     | Aeroportul Municipal Frederick                                  |
|         | KFDR     | Aeroportul Regional Frederick                                   |
|         | KFET     | Aeroportul Municipal Fremont                                    |
|         | KFRH     | Aeroportul Municipal French Lick                                |
|         | KSER     | Aeroportul Municipal Freeman                                    |
|         | KUOX     | Aeroportul University-Oxford                                    |
|         | K40G     | Aeroportul Valle                                                |
|         | KFKL     | Aeroportul Regional Venango                                     |
|         | KDNV     | Aeroportul Regional Vermilion                                   |
|         | KBFR     | Aeroportul Municipal Virgil I. Grissom                          |
|         | KVJI     | Aeroportul Virginia Highlands                                   |
|         | KACT     | Aeroportul Regional Waco                                        |
|         | KOXC     | Aeroportul Waterbury-Oxford                                     |
|         | KRYV     | Aeroportul Municipal Watertown                                  |
|         | KWVI     | Aeroportul Municipal Watsonville                                |
|         | KAUW     | Aeroportul Wausau Downtown                                      |
|         | KENV     | Aeroportul Wendover                                             |
|         | KETB     | Aeroportul Municipal West Bend                                  |
|         | KAWM     | Aeroportul Municipal West Memphis                               |
|         | KIWS     | Aeroportul West Houston                                         |
|         | KF05     | Aeroportul Wilbarger County                                     |
|         | KOWP     | Aeroportul Municipal William R. Pogue                           |
|         | KLHV     | Aeroportul William T. Piper Memorial                            |
|         | KIPT     | Aeroportul Regional Williamsport                                |
|         | KBDH     | Aeroportul Municipal Willmar                                    |
|         | KYIP     | Aeroportul Willow Run                                           |
|         | KGIF     | Aeroportul Winter Haven's Gilbert                               |
|         | KORH     | Aeroportul Regional Worcester                                   |